# Noël-Dieudonné Finart
Noël-Dieudonné Finart (ou Finert),  né le 27 mars 1787 à Condé-sur-l'Escaut et mort le 18 mars 1852 à Paris, est un peintre et aquarelliste français.

## Biographie
Noël-Dieudonné Finart est le fils d'Augustin Gabriel Finart, contrôleur des fermes du roi à la douane, et de Marie Catherine Joseph Lenglé.
Autodidacte, il développe son talent seul en étudiant de près la nature et en s'inspirant des œuvres des grands peintres. Il expose pour la première fois au Salon de Paris en 1817 avec Clignancourt Parade Ground et continue à y exposer jusqu'en 1850, montrant des paysages, des scènes de genre et des sujets militaires et autres. Il reçoit une médaille de troisième classe en 1840.
Finart meurt célibataire à l'âge de 65 ans, en 1852 à Paris.

## Galerie

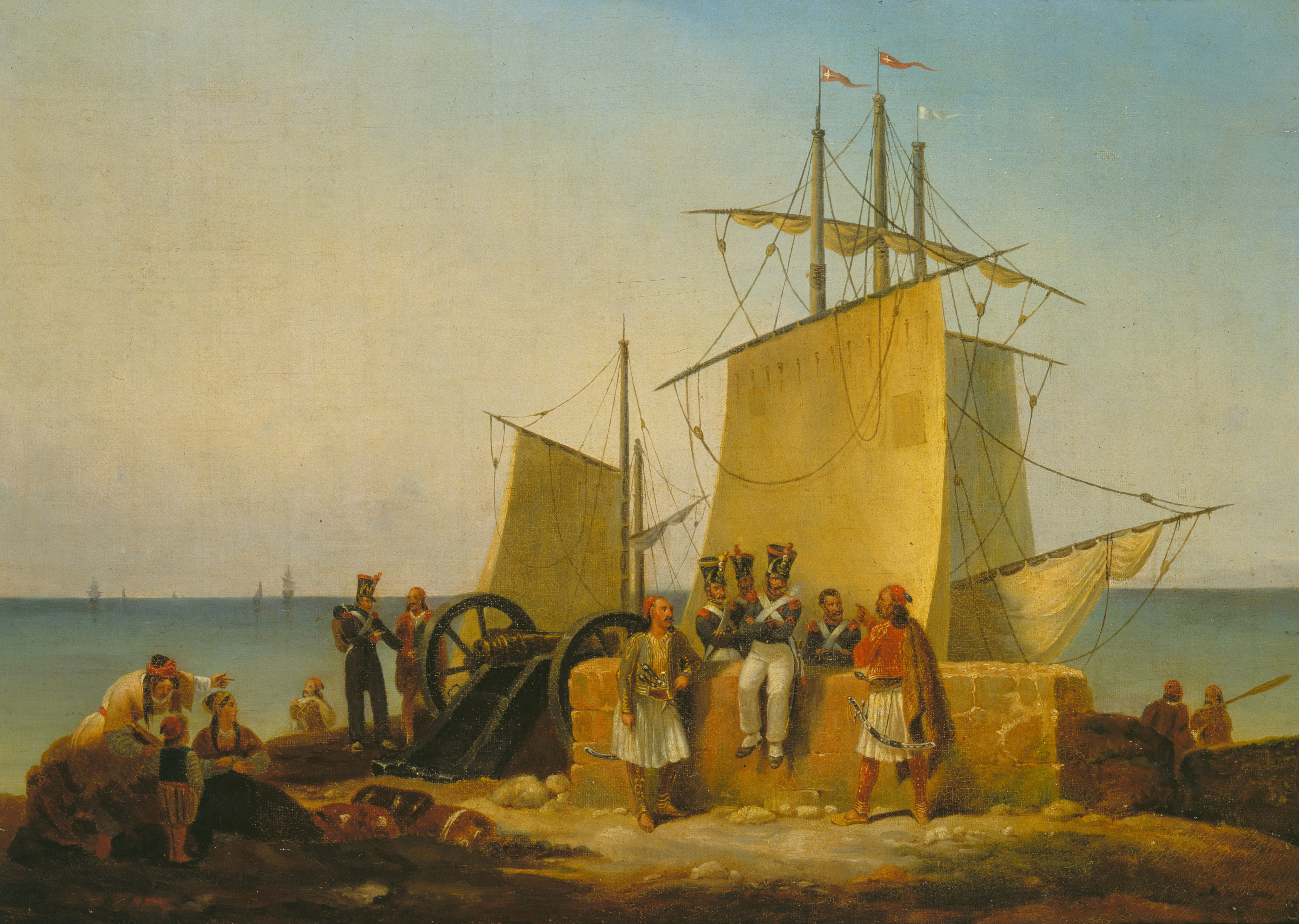
La Mission française en Morée
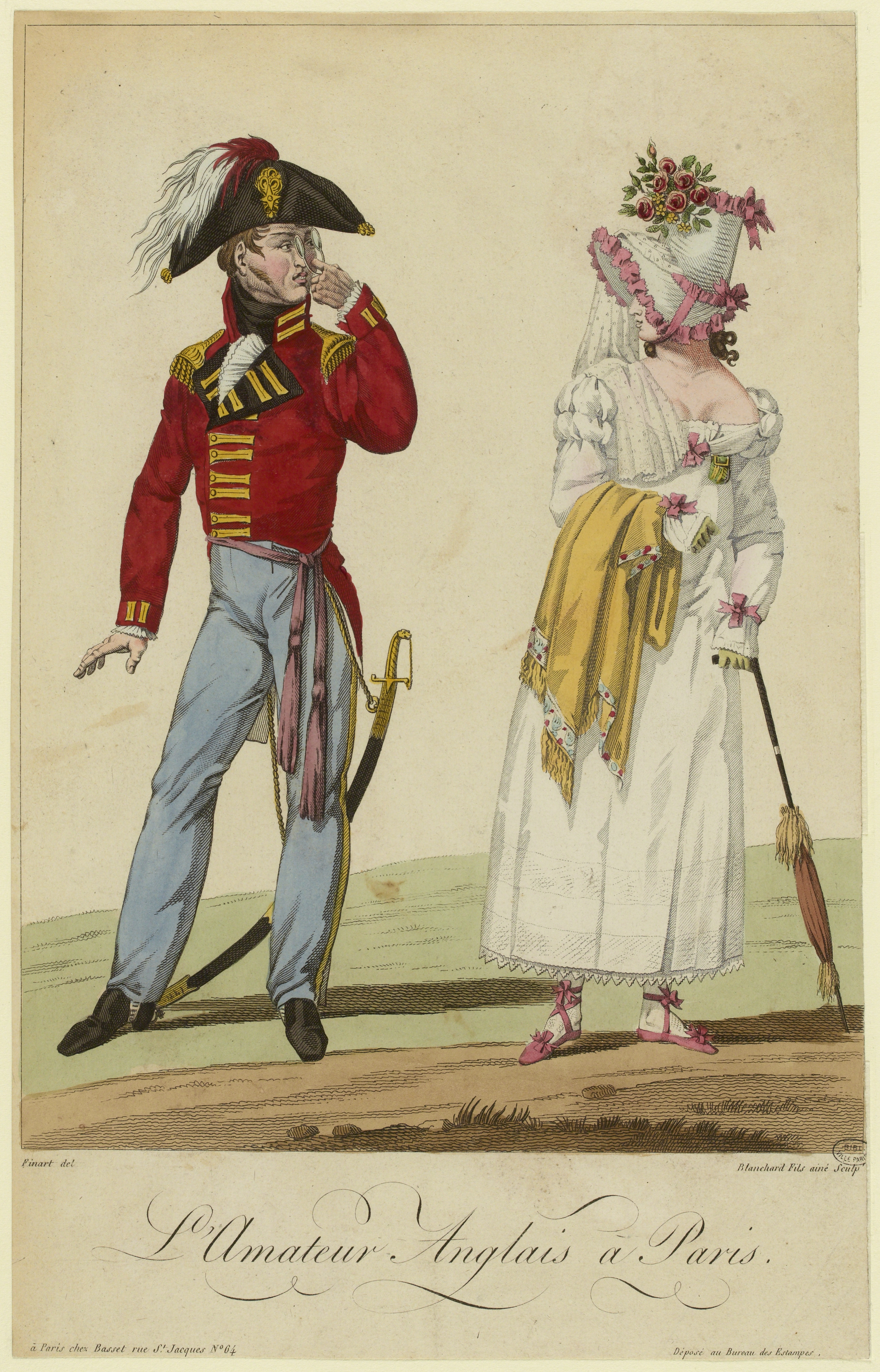
L'Amateur Anglais à Paris
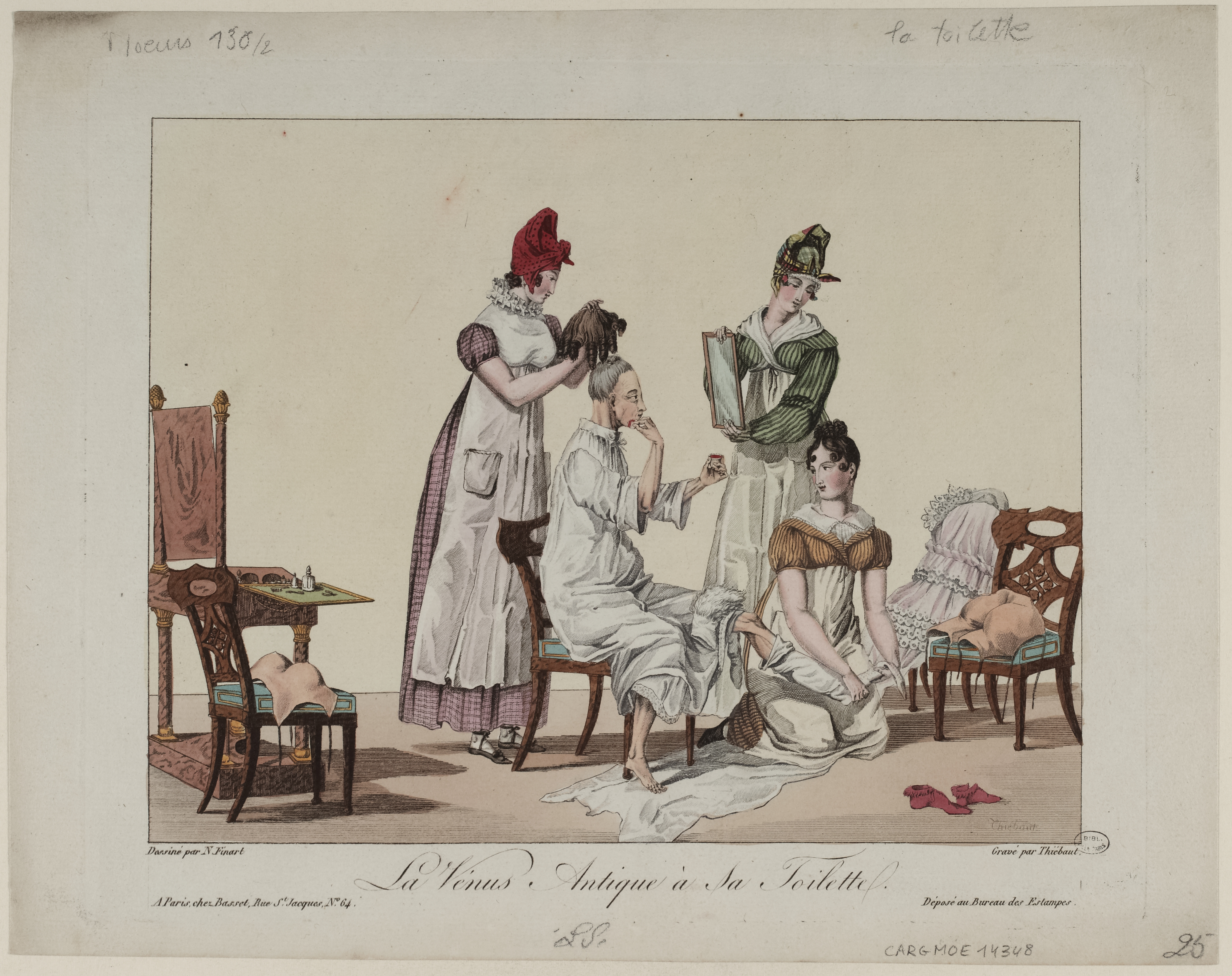
La Vénus antique à sa toilette
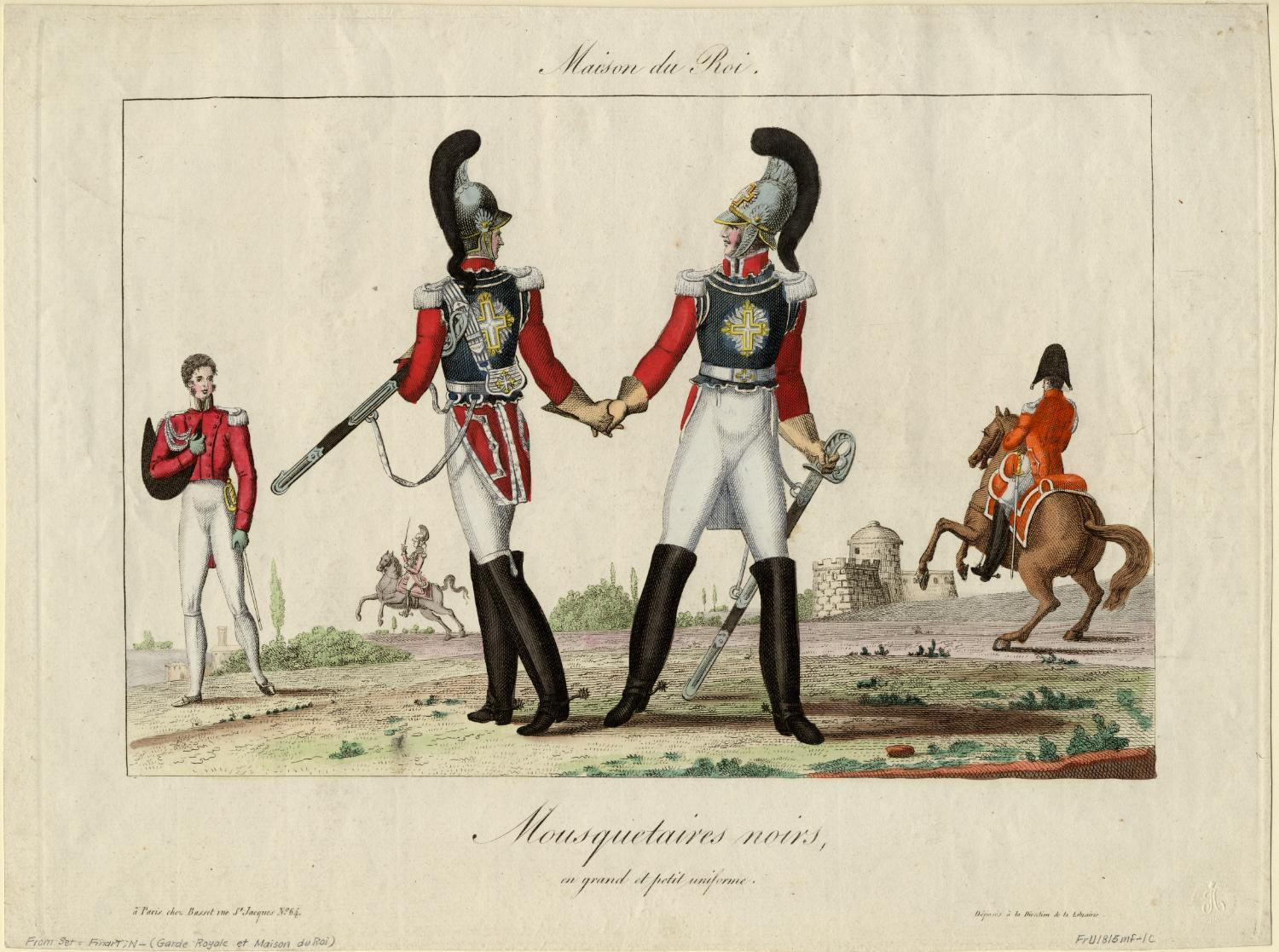
Mousquetaires-noire-1815
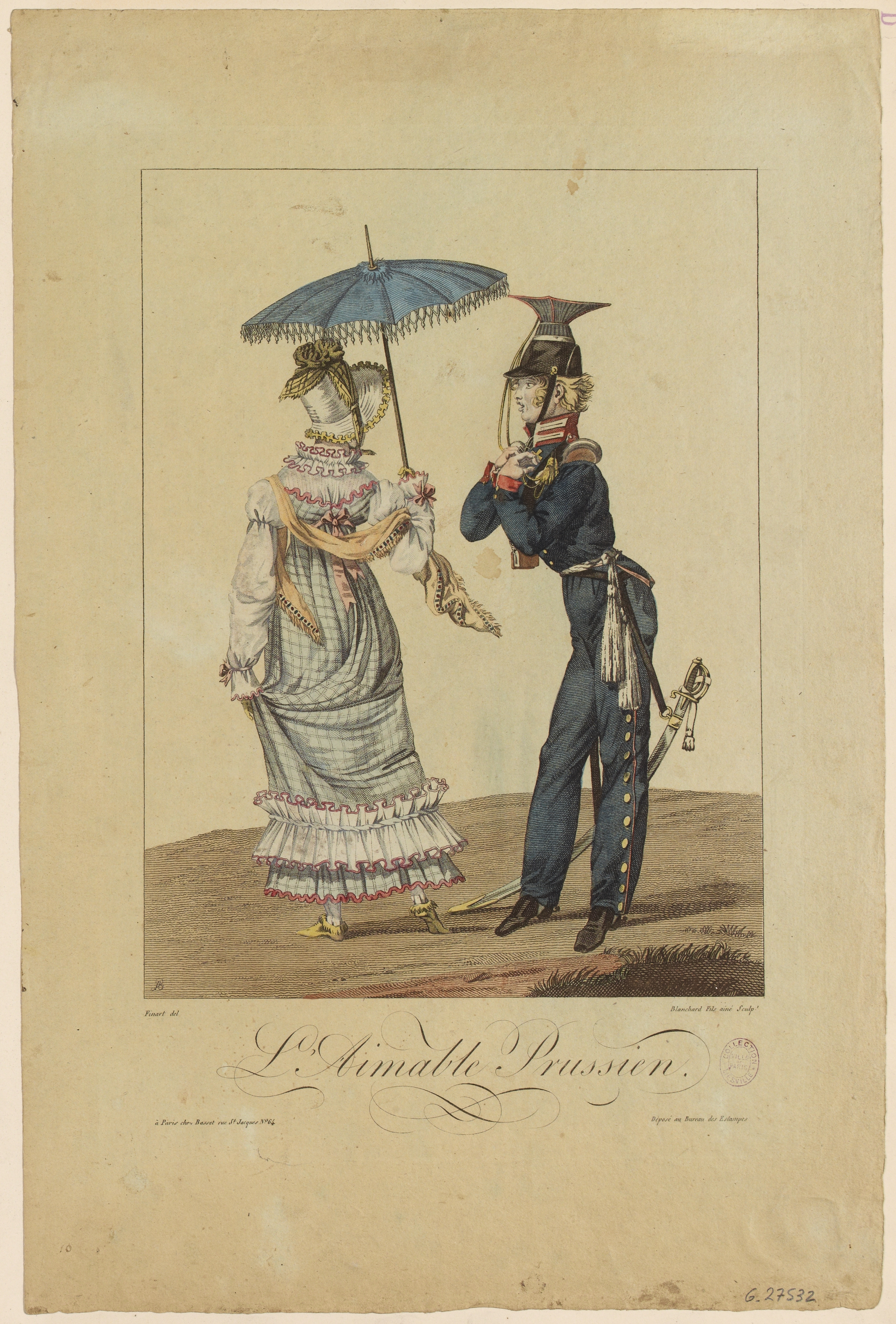
L'aimable prussien, gravé par Auguste II Blanchard.
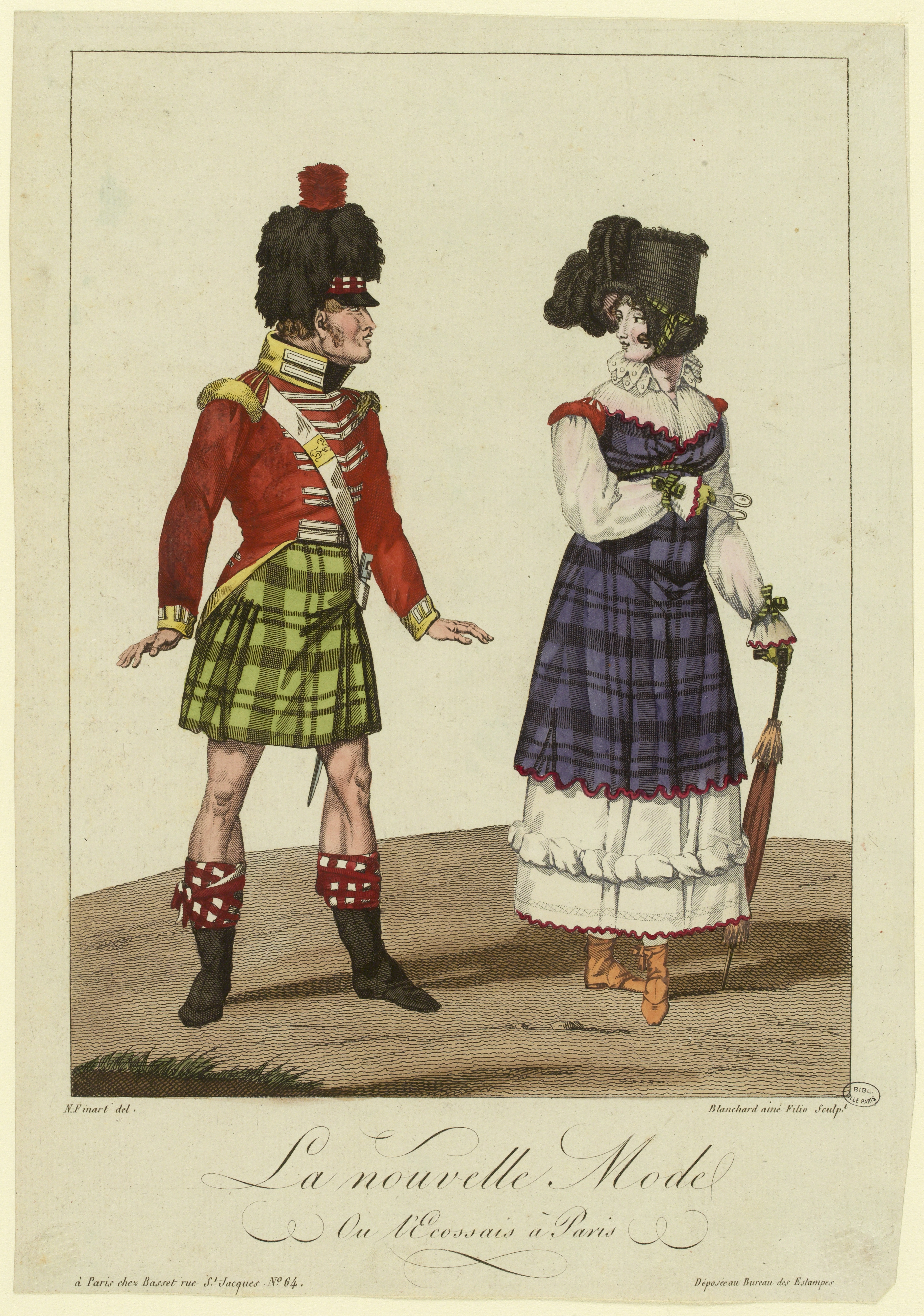
La nouvelle Mode Ou L'Ecossais à Paris